# Íbis Cruz
Íbis Pereira Mauro da Cruz (Caieiras, 10 de setembro de 1934) é um político brasileiro atualmente filiado ao Partido Trabalhista Cristão (PTC). Sua atuação resume-se ao município de Jundiaí, do qual já foi prefeito e seis vezes candidato à reeleição.

## Carreira Política

### Prefeito de Jundiaí (1973-1977)
Em 1972, durante o Regime Militar, filiou-se à Aliança Renovadora Nacional (ARENA) e elegeu-se à prefeitura de Jundiaí. 
Em seu governo, foram construídas quatro das mais importantes avenidas do município: Nove de Julho; Imigrantes; 14 de Dezembro e Antônio Frederico Ozanan.
Além disso, merece destaque a grande ampliação do Sistema Único de Saúde (SUS) no município. Segundo mencionado por Íbis Cruz em entrevista: "O SUS nasceu comigo. De um médico saltamos para 70. De uma ambulância pulamos para 14".

#### Tentativa de Homicídio
Durante uma noite de dezembro de 1975, um homem invadiu a casa de Íbis Cruz e tentou assassiná-lo através de um disparo de arma de fogo. No entanto, este acabou por acertar um Guarda Municipal presente no local, o qual não resistiu e faleceu. O assassino foi preso.
Este atentado fez Íbis Cruz afastar-se da política local por certo tempo e, juntamente com sua família, mudar-se temporariamente de cidade.

### Desempenho Geral em Eleições[5][6][7][8]
| Ano  | Eleição               | Coligação     | Partido | Candidato a      | Votos       | Percentual | Resultado  |
| ---- | --------------------- | ------------- | ------- | ---------------- | ----------- | ---------- | ---------- |
| 1972 | Municipal de Jundiaí  | ARENA         | ARENA   | Prefeito         | 35.233 (1º) | 55,28%     | Eleito     |
| 1988 | Municipal de Jundiaí  | PDC           | PDC     | Prefeito         | 7.289 (5º)  | 4,89%      | Não Eleito |
| 1992 | Municipal de Jundiaí  | PDC           | PDC     | Prefeito         | 3.255 (6º)  | 1,93%      | Não Eleito |
| 2000 | Municipal de Jundiaí  | PFL/DEM       | PFL/DEM | Prefeito         | 4.658 (3º)  | 2,67%      | Não Eleito |
| 2004 | Municipal de Jundiaí  | PFL/DEM       | PFL/DEM | Prefeito         | 4.647 (3º)  | 2,44%      | Não Eleito |
| 2006 | Estadual de São Paulo | PSDB; PFL/DEM | PFL/DEM | Deputado Federal | 1.336       |            | Não Eleito |
| 2008 | Municipal de Jundiaí  | PMDB; PRP     | PMDB    | Vereador         | 514         | 0,26%      | Suplente   |
| 2012 | Municipal de Jundiaí  | PTN           | PTN     | Prefeito         | 2.077 (4º)  | 0,26%      | Não Eleito |
| 2016 | Municipal de Jundiaí  | PTC           | PTC     | Prefeito         | 1.888       |            | Não Eleito |